# Krists Neilands
Krists Neilands (18 d'agost de 1994) és un ciclista letó, professional des del 2013. Actualment corre a les files de l'equip Israel Cycling Academy.

## Palmarès
- 2012
  - 1r al Tour de la regió de Łódź i vencedor d'una etapa
- 2014
  -  Campió de Letònia en ruta sub-23
  -  Campió de Letònia en contrarellotge sub-23
- 2015
  -  Campió de Letònia en ruta sub-23
  -  Campió de Letònia en contrarellotge sub-23
  - Vencedor d'una etapa del Tour de Borneo
- 2016
  -  Campió de Letònia en ruta sub-23
  -  Campió de Letònia en contrarellotge sub-23
- 2017
  -  Campió de Letònia en ruta
  - Vencedor d'una etapa al Tour de l'Azerbaidjan
- 2018
  -  Campió de Letònia en ruta
  - 1r a la Dwars door het Hageland
- 2019
  -  Campió de Letònia en contrarellotge
  - 1r a la Volta a Hongria i vencedor de 2 etapes
  - 1r al Gran Premi de Valònia

### Resultats al Giro d'Itàlia
- 2018. 73è de la classificació general
- 2019. 100è de la classificació general
- 2021. No surt (2a etapa)

### Resultats al Tour de França
- 2020. 85è de la classificació general
- 2022. 79è de la classificació general
- 2023. 50è de la classificació general